# Hasan Aksay

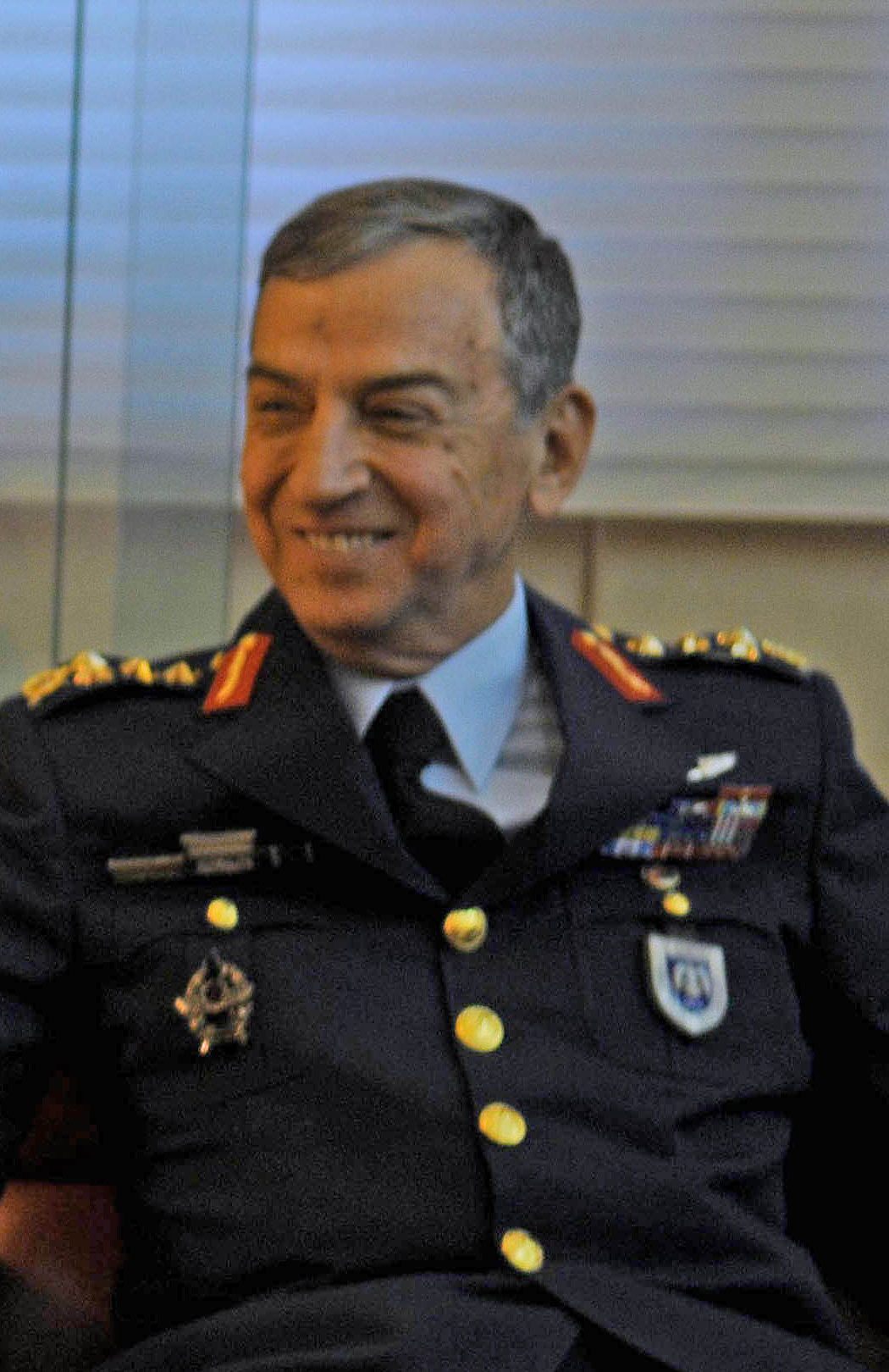
Hasan Aksay 2009

Hasan Aksay (* 1947 in Ödemiş, Provinz Izmir) ist ein ehemaliger türkischer General, der zuletzt von 2009 bis 2011 Kommandeur der Luftstreitkräfte (Hava Kuvvetleri) war.

## Leben
Aksay trat nach dem Schulbesuch 1965 in die Streitkräfte ab und besuchte zunächst die Luftwaffenschule und dann von 1967 bis 1969 die Offiziersschule der Luftwaffe (Hava Harp Okulu), ehe er anschließend eine Ausbildung zum Piloten absolvierte. Im Anschluss fand er verschiedene Verwendungen in den Luftstreitkräften und nahm unter anderem auch 1974 an der Besetzung des Nordens der Insel Zypern durch die Türkei teil.
Nachdem er zwischen 1979 und 1981 die Luftwaffenakademie (Hava Harp Akademisi) besuchte, wurde er Stabsoffizier und dann Kommandierender Offizier für Fliegerausbildung des 141. Geschwader Kurt in Akıncı sowie danach Offizier in der Koordinationsabteilung im Operationskommando der Luftstreitkräfte. Nach einer Verwendung als Militärattaché an der Botschaft in Kanada, wurde er Kontrolloffizier und Chef für Operationen beim 6. Luftwaffenbasiskommando in Bandırma und daraufhin Leiter der Operationsabteilung des 2. Taktischen Luftwaffenkommandos in Diyarbakır.
Nach einem Studium an der Akademie der Streitkräfte (Harp Akademisi) wurde er 1994 zum Brigadegeneral befördert sowie Kommandeur des 8. Luftwaffenbasiskommandos in Diyarbakır und im Anschluss stellvertretender Leiter der Operationsabteilung der Luftwaffe für den Operativen Gesamtplan.
Nach seiner Beförderung zum Generalmajor wurde er 1998 zuerst stellvertretender Kommandeur des 2. Taktischen Luftwaffenkommandos in Eskişehir sowie danach Leiter der Operationsabteilung der Luftstreitkräfte.
2002 wurde Aksay zum Generalleutnant befördert und Kommandeur des Luftwaffenausbildungskommandos (Hava Eğitim Komutanlığı), dann Kommandeur des 1. Taktischen Luftwaffenkommandos in Diyarbakır und des Kombinierten Luftoperationskommandos. Nachdem er anschließend Leiter der Luftwaffenauswertung und der Audit-Abteilung war, wurde er Stabschef der Luftwaffe.
Aksay wurde 2007 zum General befördert und zum Kommandeur der Akademie der Streitkräfte ernannt. Am 25. September 2009 wurde er als Nachfolger von General Aydoğan Babaoğlu zum Kommandeur der Türkischen Luftstreitkräfte (Hava Kuvvetleri Kurmay Başkanı) berufen. Dieses Amt übte er bis zum 29. Juli 2011 aus und trat dann gemeinsam mit dem Chef des Generalstabes Işık Koşaner sowie den Kommandeuren der anderen Teilstreitkräften zurück. Grund für den Rücktritt waren Meinungsverschiedenheiten zwischen der Armeeführung und Ministerpräsident Recep Tayyip Erdoğan.
Aksay engagiert sich als Mitglied des Kuratoriums der am 3. März 2011 gegründeten Universität für Luftfahrt (Türk Hava Kurumu Üniversitesi).